# Danh sách quốc gia Đông Nam Á theo chiều dài bờ biển
Danh sách các quốc gia Đông Nam Á theo chiều dài bờ biển là một bảng thống kê được thiết lập dựa trên dữ liệu cập nhật từ nguồn: CIA Facbook của Mỹ (chiều dài bờ biển) và Liên Hợp Quốc (tổng diện tích). Danh sách có sự hiện diện của 11 quốc gia Đông Nam Á, trong đó riêng CHDCND Lào nằm hoàn toàn trong nội địa, không có đường bờ biển nào. Indonesia là quốc gia có đường bờ biển dài nhất khu vực, với 54.716 km, kế tiếp là Philippines. Quốc gia có chiều dài bờ biển ngắn nhất là quốc đảo Singapore, tuy có bờ biển ngắn nhất khu vực, nhưng do diện tích nhỏ nên Singapore lại trở thành quốc gia có tỉ lệ bờ biển trên diện tích có ưu thế nhất khu vực, với 4 km² diện tích thì có 1 km bờ biển.
| STT | Quốc gia    | Bờ biển (Km) | Tổng diện tích (km²) | Bờ biển/diện tích |
| --- | ----------- | ------------ | -------------------- | ----------------- |
| 1   | Indonesia   | 54.716       | 1.919.440            | 1/35              |
| 2   | Malaysia    | 4.675        | 330.803              | 1/71              |
| 3   | Việt Nam    | 3.444        | 331.212              | 1/96              |
| 4   | Myanmar     | 1.930        | 676.578              | 1/351             |
| 5   | Thái Lan    | 3.219        | 513.120              | 1/159             |
| 6   | Philippines | 36.289       | 300.000              | 1/8               |
| 7   | Cambodia    | 443          | 181.035              | 1/409             |
| 8   | Lào         | 0,0          | 236.800              |                   |
| 9   | Đông Timor  | 706          | 14.874               | 1/21              |
| 10  | Brunei      | 161          | 5.765                | 1/36              |
| 11  | Singapore   | 193          | 705                  | 1/4               |